# Ramón Espinar
Ramón María Espinar Merino, né le 30 mars 1986, est un homme politique espagnol membre de Podemos.
Il est député à l'Assemblée de Madrid et sénateur de la Communauté de Madrid entre juillet 2015 et janvier 2019.

## Biographie

### Carrière politique
Il est élu député à l'Assemblée de Madrid en 2015 puis secrétaire général de la fédération madrilène de Podemos en 2017.
Le 16 juillet 2015, il est désigné sénateur par l'Assemblée de Madrid en représentation de la Communauté de Madrid au Sénat.
Il annonce le 25 janvier 2019 qu'il se retire du premier plan de la vie politique, renonçant à sa charge de secrétaire général de Podemos dans la Communauté de Madrid, à ses fonctions de porte-parole sénatorial et à ses mandats parlementaires. Alors que le parti traverse une crise au niveau régional, marquée par la décision de l'ancien numéro deux national Íñigo Errejón de postuler aux élections régionales du 26 mai sous une autre étiquette et la rupture politique avec la maire de Madrid Manuela Carmena, Espinar affirme que « la situation actuelle n'offre plus les conditions pour mener le projet de Podemos là où je crois qu'il doit aller ».

### Vie privée
Il est le fils de Ramón Espinar Gallego, ancien maire socialiste de Leganés puis président de l'Assemblée de Madrid.